# 金融機能の再生のための緊急措置に関する法律
金融機能の再生のための緊急措置に関する法律（きんゆきのうのさいせいのためのきんきゅうそちにかんするほうりつ、平成10年10月16日法律第132号）は、金融機関の破綻処理に関する日本の法律である。金融再生法などと略された。

## 概要
第143回国会で成立した金融機関の破綻を処理する時限措置を定めた法律であるが、破綻法制などは後の預金保険法の改正により恒久化されている。ほぼ同時期に成立した早期健全化法は破綻していない金融機関に資本を注入する時限措置に主眼がおかれている。

## 構成
- 第一章 総則
- 第二章 金融機関の破綻の処理
- 第三章 金融機関の財務内容等の透明性の確保
- 第四章 金融整理管財人による管理
- 第五章 破綻した金融機関の業務承継
- 第六章 特別公的管理
- 第七章 金融機関等の資産の買取りに関する緊急措置
- 第八章 預金保険機構の業務の特例等
- 第九章 雑則
- 第十章 罰則
- 附則